# SPRTN
SPRTN (англ. SprT-like N-terminal domain) – білок, який кодується однойменним геном, розташованим у людей на короткому плечі 1-ї хромосоми.  Довжина поліпептидного ланцюга білка становить 489 амінокислот, а молекулярна маса — 55 134.
| 10         |  | 20         |  | 30         |  | 40         |  | 50         |
| ---------- |  | ---------- |  | ---------- |  | ---------- |  | ---------- |
| MDDDLMLALR |  | LQEEWNLQEA |  | ERDHAQESLS |  | LVDASWELVD |  | PTPDLQALFV |
| QFNDQFFWGQ |  | LEAVEVKWSV |  | RMTLCAGICS |  | YEGKGGMCSI |  | RLSEPLLKLR |
| PRKDLVETLL |  | HEMIHAYLFV |  | TNNDKDREGH |  | GPEFCKHMHR |  | INSLTGANIT |
| VYHTFHDEVD |  | EYRRHWWRCN |  | GPCQHRPPYY |  | GYVKRATNRE |  | PSAHDYWWAE |
| HQKTCGGTYI |  | KIKEPENYSK |  | KGKGKAKLGK |  | EPVLAAENKD |  | KPNRGEAQLV |
| IPFSGKGYVL |  | GETSNLPSPG |  | KLITSHAINK |  | TQDLLNQNHS |  | ANAVRPNSKI |
| KVKFEQNGSS |  | KNSHLVSPAV |  | SNSHQNVLSN |  | YFPRVSFANQ |  | KAFRGVNGSP |
| RISVTVGNIP |  | KNSVSSSSQR |  | RVSSSKISLR |  | NSSKVTESAS |  | VMPSQDVSGS |
| EDTFPNKRPR |  | LEDKTVFDNF |  | FIKKEQIKSS |  | GNDPKYSTTT |  | AQNSSSSSSQ |
| SKMVNCPVCQ |  | NEVLESQINE |  | HLDWCLEGDS |  | IKVKSEESL  |  |            |

A: Аланін

C: Цистеїн

D: Аспарагінова кислота

E: Глутамінова кислота

F: Фенілаланін

G: Гліцин

H: Гістидин

I: Ізолейцин

K: Лізин

L: Лейцин

M: Метіонін

N: Аспарагін

P: Пролін

Q: Глутамін

R: Аргінін

S: Серин

T: Треонін

V: Валін

W: Триптофан

Кодований геном білок за функцією належить до фосфопротеїнів. 
Задіяний у таких біологічних процесах як пошкодження ДНК, репарація ДНК, поліморфізм, ацетиляція, альтернативний сплайсинг. 
Білок має сайт для зв'язування з іонами металів, іоном цинку. 
Локалізований у ядрі, хромосомах.